# Mine de Muswellbrook
La mine de Muswellbrook est une mine à ciel ouvert de charbon située dans la Nouvelle-Galles du Sud en Australie,. Elle appartient à Idemitsu Kosan.